# Anaspis poecila
Anaspis poecila es una especie de coleóptero de la familia Scraptiidae.

## Distribución geográfica
Habita en Altái (Asia).